# Tempo balsamico
In erboristeria, il tempo balsamico è il periodo del ciclo vitale in cui una certa pianta medicinale presenta il contenuto ottimale di principi attivi (non necessariamente il massimo contenuto di principi attivi, perché in alcuni casi un eccesso potrebbe essere tossico) ed è, di conseguenza, il momento più indicato per la sua raccolta.

## Descrizione
Il tempo balsamico di una pianta varia a seconda di alcuni fattori:
- latitudine,
- altezza,
- clima,
- tecniche di coltivazione.

Si è visto, ad esempio, che la composizione di piante coltivate in località geografiche diverse risulta essere differente e così anche il loro tempo balsamico. In molti casi il tempo balsamico si verifica in corrispondenza della fioritura..
Il concetto di tempo balsamico è, tuttavia, relativo, in quanto è vero che la quantità di principi di una pianta può essere maggiore in un periodo dell'anno piuttosto che in un altro ma è anche vero che la composizione qualitativa può essere talmente diversa da determinare differenti effetti terapeutici e/o tossici.
L'olio essenziale di Santoreggia, ad esempio, è maggiormente dotato di attività fluidificante ed antinfiammatoria se estratto in ottobre mentre ha una più forte attività antimicrobica (ma è anche più irritante) se viene estratto in maggio.
Visto che i cambiamenti nel rapporto tra i costituenti della pianta possono dare azioni farmacologicamente differenti, ne consegue che il concetto di tempo balsamico secondo l'accezione classica non è sufficientemente valido e che per avere un'idea migliore delle proprietà farmacologiche non è sufficiente misurare solo la quantità totale di principi attivi ma anche la loro composizione qualitativa.